# چنبره استنفورد

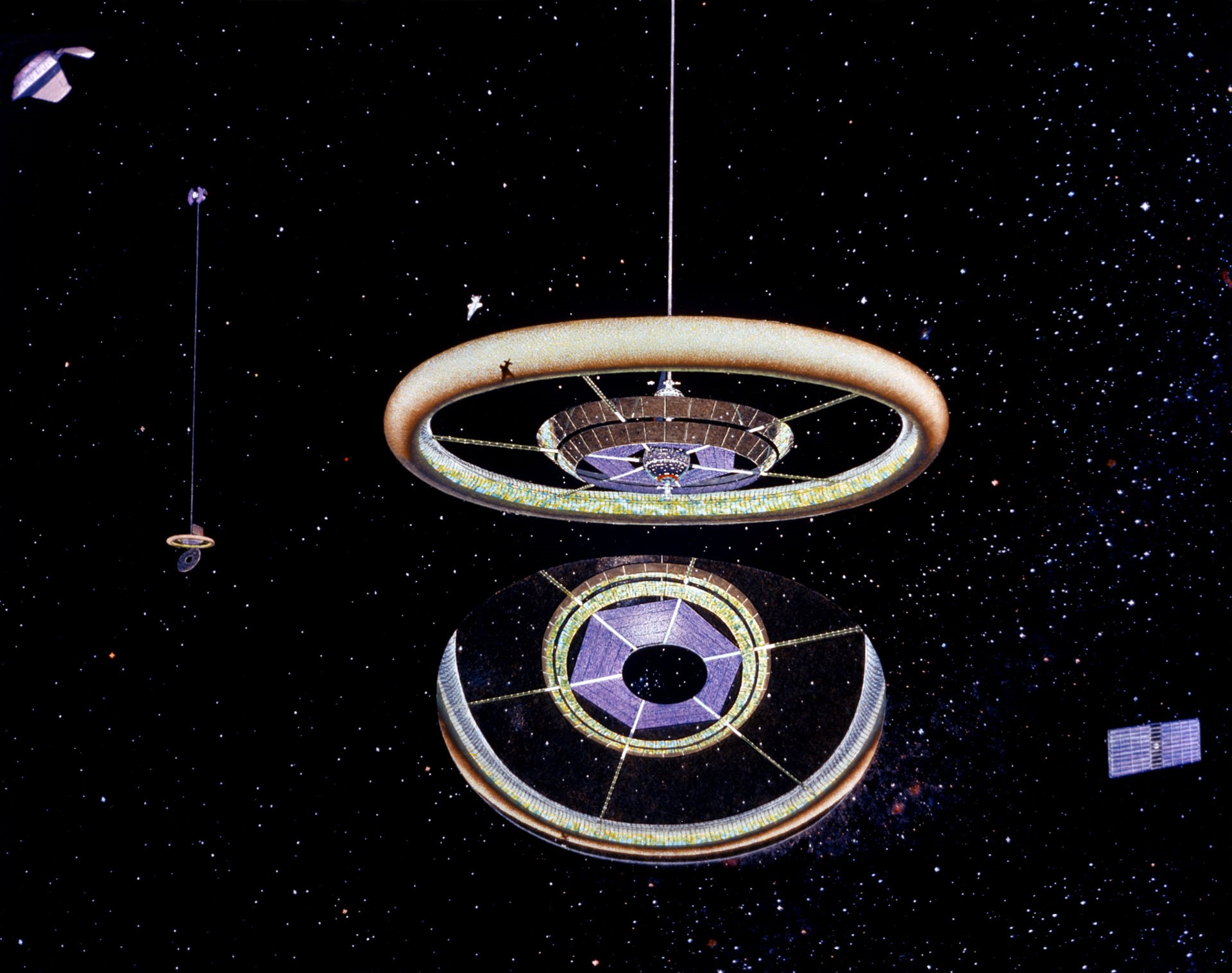
نمای بیرونی چنبرهٔ استنفورد. زیستگاهی فضایی برای ده‌ها هزار انسان.

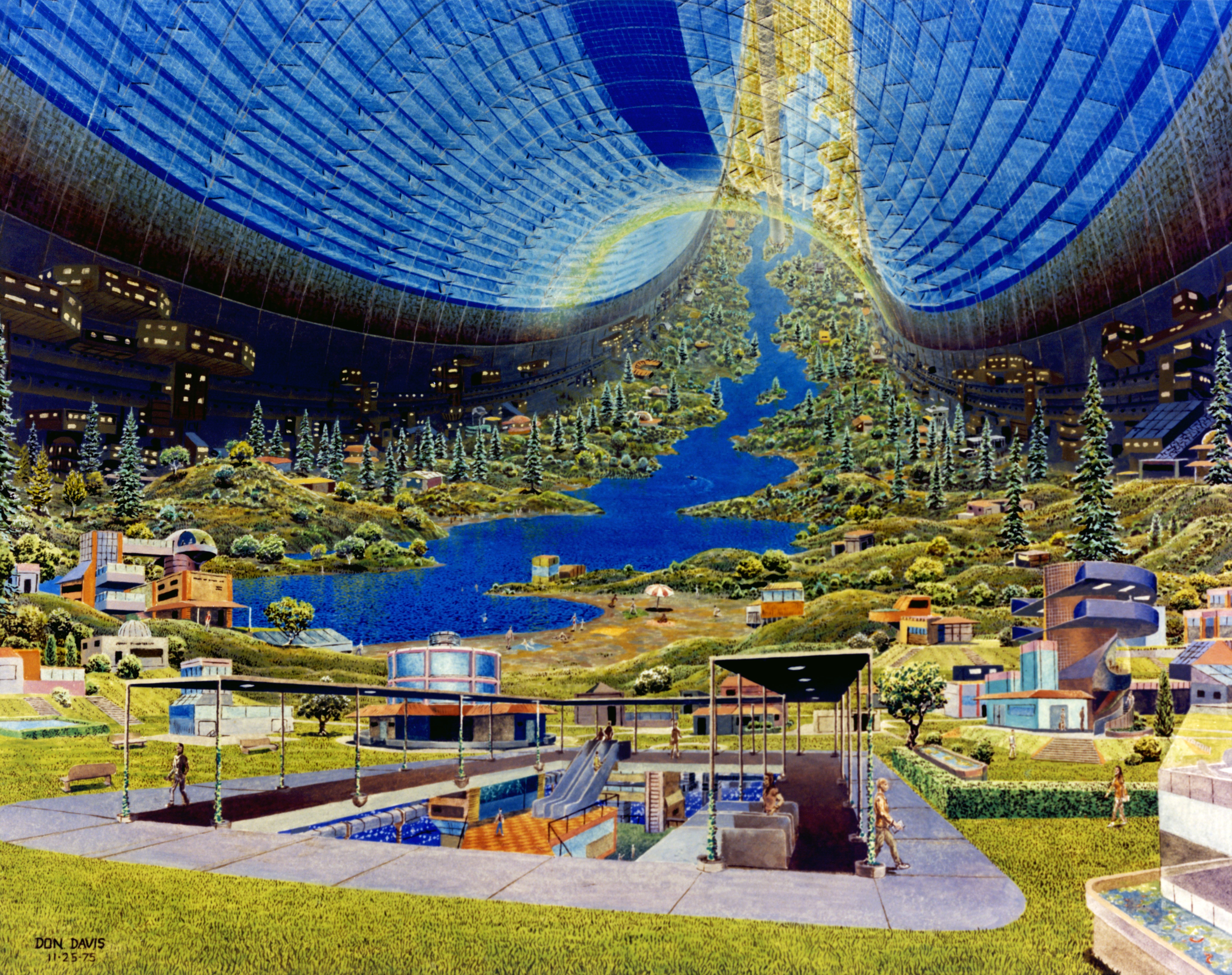
نمای درونی چنبره استنفورد.

چَنبَرهٔ استنفورد (به انگلیسی: Stanford torus) طرحی پیشنهادی برای یک زیستگاه فضایی است که بتواند گنجایش سکونت ۱۰ هزار تا ۱۴۰ هزار نفر را داشته باشد.
این طرح از یک حلقهٔ چنبره‌ای تشکیل شده که قطر آن ۱٫۶ کیلومتر است و در هر دقیقه یک بار حول مرکز خود می‌چرخد تا از این طریق و به‌وسیلهٔ نیروی مرکزگرا بتواند یک گرانش مصنوعی بین ۰٫۹ جی تا ۱٫۰ جی در فضای درونی حلقهٔ بیرونی خود ایجاد کند.
سامانه‌ای از آینه‌ها، آفتاب را به درون چنبره هدایت می‌کنند.
چنبره از طریق میله‌هایی شعاعی (پَرّه‌ها) به یک توپی مرکزی متصل می‌شود و ساکنان می‌توانند از راه این پره‌ها از چنبره به توپی رفت‌وآمد کنند.
چون توپی، در محور گردشی ایستگاه قرار گرفته و کم‌ترین گرانش مصنوعی را دارد، بهترین قسمت برای پهلوگیری فضاپیماها خواهد بود.
صنایعی که به محیطی با نیروی جاذبهٔ صفر نیاز دارند می‌توانند در یک محفظهٔ ناگردنده که به محور توپی چسبیده مستقر بشوند.
چنبرهٔ استنفورد در جریان مطالعات تابستانهٔ ناسا در سال ۱۹۷۵ در دانشگاه استنفورد پیشنهاد شد. این مطالعات در خصوص ایجاد طرح‌هایی برای استقرار دائمی انسان در فضا صورت گرفت.